# Ford-Serie
Die Ford-Serie, war eine Serie von Mittelklasse-PKW, die im Modelljahr 1949 von Ford in den USA hergestellt wurde. Sie war Nachfolger des Ford Deluxe, stellte das Basismodell dar und trug außer dem Namen "Ford" keine weitere offizielle Modellbezeichnung. Umgangssprachlich werden die Zweitürer „Tudor“ genannt, Viertürer „Fordor“. Wie seine luxuriöseren Schwestermodelle der Custom-Serie waren die Wagen mit einem Reihensechszylindermotor mit 3703 cm³ erhältlich, der 95 bhp (70 kW) abgab. Alternativ gab es einen V8-Motor, der aus 3917 cm³ Hubraum eine Leistung von 100 bhp (74 kW) bei 3600/min. zog. Die relativ geringen Leistungen sind bedingt durch die simple SV-Ventilsteuerung.
Die Fahrzeuge waren als 2-türiges Coupé mit 3 oder 6 Sitzplätzen oder Limousine mit 2 oder 4 Türen erhältlich. Die Modelle zeigten die moderne Pontonform («Shoebox») mit integrierten Kotflügeln und flachen Seiten.
Es entstanden 204.499 Exemplare der Ford-Serie. Im Modelljahr 1950 löste wieder der Deluxe die Ford-Serie ab.